# Río Guarita
El río Guarita es un río brasileño en el estado de Río Grande do Sul. Integrante de la Cuenca del Plata, nace en el municipio de Palmeira das Missões y desemboca en el río Uruguay, junto a la localidad de Barra do Guarira. El río Igarantim es su principal afluente.
- Datos: Q3432432